# Hiệp hội bóng đá Malaysia
Hiệp hội bóng đá Malaysia (FAM) (tiếng Mã Lai: Persatuan Bola Sepak Malaysia; tiếng Anh: Football Association of Malaysia) là tổ chức quản lý, điều hành các hoạt động bóng đá ở Malaysia. FAM quản lý đội tuyển bóng đá quốc gia Malaysia, tổ chức các giải bóng đá như giải vô địch bóng đá Malaysia, cúp bóng đá Malaysia,.... FAM là thành viên của cả Liên đoàn bóng đá thế giới (FIFA), Liên đoàn bóng đá châu Á (AFC) và Liên đoàn bóng đá Đông Nam Á (AFF).
Chủ tịch của Hiệp hội bóng đá Malaysia hiện nay là Vua Ahmad Shah.